# NGC 1709
NGC 1709 (również PGC 16462, być może także NGC 1717) – galaktyka soczewkowata (S0), znajdująca się w gwiazdozbiorze Oriona.
Prawdopodobnie odkrył ją 15 stycznia 1849 roku George Stoney – asystent Williama Parsonsa, a John Dreyer skatalogował tę obserwację jako NGC 1717. W pozycji podanej dla tej obserwacji nic jednak nie ma, dlatego nie ma pewności, czy NGC 1717 to rzeczywiście ta galaktyka, czy jedna z okolicznych galaktyk. Niezależnie galaktykę odkrył inny asystent Parsonsa – R.J. Mitchell 8 grudnia 1854 roku, jego obserwację Dreyer skatalogował jako NGC 1709.